# Подлесиці (Сілезьке воєводство)
Подлесиці (пол. Podlesice) — село в Польщі, у гміні Крочиці Заверцянського повіту Сілезького воєводства.
Населення — 296 осіб (2011).
У 1975-1998 роках село належало до Ченстоховського воєводства.

## Демографія
Демографічна структура станом на 31 березня 2011 року:
|          | Загалом | Допрацездатний вік | Працездатний вік | Постпрацездатний вік |
| -------- | ------- | ------------------ | ---------------- | -------------------- |
| Чоловіки | 151     | 31                 | 101              | 19                   |
| Жінки    | 145     | 21                 | 92               | 32                   |
| Разом    | 296     | 52                 | 193              | 51                   |